# Prestfoss
Prestfoss este o localitate din comuna Sigdal, provincia Buskerud, Norvegia, cu o suprafață de 0,7 km² și o populație de 452 locuitori (2013).